# Opereta
La opereta  es un género musical derivado de la ópera que nace y se desarrolla a lo largo del siglo XIX, primero en París y después en Viena. Se trata de un tipo de ópera musical animado cuya característica fundamental consiste en contar con una trama inverosímil y disparatada. Consta de diálogos hablados, entre los que se intercalan historietas, llamadas Couplets por los franceses (Copla, en español dependiendo), y bailes como el rigodón o el cancán. Se trata, por lo tanto, de un espectáculo escénico con sucesión y alternancia de artes musicales, habladas y cantadas.
"Opereta" es el diminutivo italiano de "ópera" y se utilizaba originalmente para describir una obra más corta y quizás menos ambiciosa que una ópera. La opereta ofrece una alternativa a las representaciones operísticas de una forma accesible dirigida a un público diferente. La opereta se convirtió en una forma reconocible a mediados del siglo XIX en Francia, y su popularidad llevó al desarrollo de muchos estilos nacionales de opereta. Surgieron estilos distintivos en países como Austria-Hungría, Alemania, Inglaterra, España, Filipinas, México, Cuba y Estados Unidos. A través de la transferencia de opereta entre diferentes países, surgió el cosmopolitismo cultural en el siglo anterior. La opereta como género perdió favor en la década de 1930 y dio paso al teatro musical moderno. Entre los compositores importantes de opereta se encuentran Johann Strauss, Jacques Offenbach, Franz Lehar y Francisco Alonso.

## Historia
La opereta fue reconocida como género musical alrededor de 1850 en París. En 1870, el centro de la opereta se trasladó a Viena cuando París cayó en manos de los prusianos. La forma de opereta continuó evolucionando durante la Primera Guerra Mundial.
Hay algunas características comunes entre las operetas que florecieron desde mediados de la década de 1850 hasta principios de la década de 1900, empezando por la opéra-bouffe francesa. Contienen diálogos hablados intercalados entre los números musicales, y a menudo los personajes principales, así como el coro, son llamados a bailar, aunque la música se deriva en gran medida de los estilos operísticos del siglo XIX, con un énfasis en las melodías cantables.
La opereta es un precursor del moderno teatro musical o del "musical". En las primeras décadas del siglo XX, la opereta siguió coexistiendo con los nuevos musicales, y cada uno influyó en el otro. Los rasgos distintivos de la opereta se encuentran en las obras de teatro musical de Jerome Kern, Richard Rodgers y Stephen Sondheim.

## La opereta francesa

### Orígenes
La opereta nació en Francia a mediados del siglo XIX, para satisfacer la necesidad de obras breves y ligeras en contraste con el entretenimiento de larga duración de la cada vez más seria opéra comique. Evolucionó a partir de un género de música lírica propiamente francés, el opéra-comique. Suele decirse del compositor francés Louis-Auguste-Florimond Ronger (alias «Hervé») que es el padre de la opereta. Compuso en 1847 Don Quichotte et Sancho Pança, a menudo considerada la primera opereta.
Para entonces, la parte "comique" del nombre del género se había vuelto engañosa: Carmen (1875) de Georges Bizet es un ejemplo de opéra comique con argumento trágico. La definición de comique significaba algo más cercano a lo humanístico, destinado a retratar la vida real de una forma más realista, representando la tragedia y la comedia una junto a la otra, como Shakespeare había hecho siglos antes. Con esta nueva connotación, la opéra comique había dominado el escenario operístico francés desde el declive de la tragédie lyrique'. Los orígenes de la opéra comique francesa se remontan a la época en que los actores cómicos representaban bailes y canciones al aire libre en las ferias. A principios del siglo XVIII, estos actores empezaron a representar parodias cómicas de óperas conocidas. Estas representaciones configuraron la opereta como un género informal derivado de la opéra comique, al tiempo que volvían a una forma más sencilla de música. Muchos estudiosos han debatido sobre a qué compositor debe atribuirse la invención de la opereta: Jaques Offenbach o Hervé. Se concluye que Hervé completó el trabajo de base, y Offenbach refinó y desarrolló la forma artística hasta el concepto de opereta que conocemos hoy. Por lo tanto, "Offenbach es considerado el padre de la opereta francesa- pero también lo es Hervé."
En 1855, el compositor alemán (naturalizado francés) Jacques Offenbach tomó la dirección del teatro de los «Bouffes Parisiens», donde creó y estrenó obras líricas ligeras a las que llamaba opéras bouffes, término que acuñó modificando el nombre de un género francés propio del siglo XVIII y principios del XIX, el opéra bouffon, versión francesa de la ópera bufa italiana. Pero los opéras bouffes de Offenbach se diferenciaban de todos esos géneros anteriores (opéra comique y ópera bufa), y acabaron por ser asimilados al género de la opereta. Algunas de las obras más célebres de Offenbach son Orfeo en los infiernos, La Gran Duquesa de Gerolstein y La bella Helena.

### Compositores notables

Boleto para una reposición de Orphée aux enfers

Hervé fue cantante, compositor, libretista, director de orquesta y pintor de escenas. En 1842, escribió la opérette en un acto L'Ours et le pacha, basada en el popular vaudeville de Eugène Scribe y X. B. Saintine. En 1848, Hervé hizo su primera aparición notable en los escenarios parisinos, con Don Quichotte et Sancho Pança (según Cervantes), que puede considerarse el punto de partida de la nueva tradición teatral musical francesa. Las obras más famosas de Hervé son la parodia de Gounod Le petit Faust (1869) y Mam'zelle Nitouche (1883).
Jacques Offenbach es el máximo responsable del desarrollo y la popularización de la opereta -también llamada opéras bouffes o opérettes-, lo que le dio su enorme auge durante el Segundo Imperio y después. En 1849, Offenbach obtuvo permiso para abrir el Théâtre des Bouffes Parisiens, una compañía teatral que ofrecía programas de dos o tres sketches satíricos en un acto. La compañía tuvo tanto éxito que llevó a alargar la duración de estos sketches a una velada. Sin embargo, las producciones de Offenbach estaban limitadas por la prefectura de policía de París, que especificaba el tipo de representación que se permitiría: "pantomimas con un máximo de cinco intérpretes, diálogos musicales cómicos de un solo acto para dos o tres actores, y rutinas de baile con no más de cinco bailarines; los coros estaban estrictamente prohibidos." Estas reglas definían lo que llegó a definirse como opereta: "una pequeña obra operística sin pretensiones que no tenía implicaciones trágicas y estaba diseñada para entretener al público". Otros dos compositores franceses, Robert Planquette y Charles Lecocq, siguieron el modelo de Offenbach y escribieron las operetas Les Cloches de Corneville (Las campanas de Normandía) y La Fille de Madame Angot (La hija de Madame Angot). Las dos operetas fueron consideradas un gran éxito.
Las limitaciones políticas impuestas a Offenbach y al teatro parisino fueron desapareciendo y la opereta fue ganando popularidad. Aunque las primeras piezas en un acto de Offenbach, como Les deux aveugles, Le violoneux y Ba-ta-clan (todas de 1855) tuvieron éxito, su primera opereta completa, Orphée aux enfers (1858), fue con diferencia la de mayor éxito. Se convirtió en la primera opereta de repertorio y se representó cientos de veces por toda Europa y más allá. El legado de Offenbach se aprecia en las operetas de finales del siglo XIX y más allá, ya que animó a Strauss el Joven a llevar el género a Austria-Hungría. Offenbach también viajó a Estados Unidos e Inglaterra educando a los músicos en las más de 100 operetas que escribió a lo largo de su vida. Estos viajes internacionales dieron lugar a la aparición de sólidas escuelas nacionales en ambas naciones. En la década de 1870, sin embargo, la popularidad de Offenbach decayó. El público mostró más interés por las operetas románticas que mostraban la "gracia y el refinamiento" del Romanticismo tardío. Entre ellas se encuentran la opereta de Messager Véronique y Les saltimbanques de Louis Ganne. En el siglo XX, la opereta francesa perdió aún más popularidad, ya que el público internacional se decantó por las operetas angloamericanas y vienesas, que continuaron desarrollando la forma artística hasta finales del Romanticismo.

## La opereta vienesa
Más tarde, la burguesía austriaca imitó el gusto parisino, y la opereta llegó a Viena. Fue así como nació la opereta vienesa, que presenta generalmente un argumento más serio y sentimental que las operetas francesas. Por un lado, si bien estas últimas tenían al cancán como su pieza bailable representativa; las vienesas, en cambio, apostaron por el vals, y tenían como representantes por excelencia a los Strauss, padre e hijo. Seguramente, el ejemplo más famoso de opereta vienesa es El murciélago (en alemán, Die Fledermaus), que Johann Strauss compuso en 1874 y cuyo vals de obertura es mundialmente célebre.

## La opereta en italiano
La opereta fue el primer género vocal importado en Italia. Desde la década de 1860, compositores franceses y vieneses como Offenbach, Hervé, Suppé, Strauss Jr y Lehár han influido significativamente en la tradición operística de Italia. La gran popularidad de la opereta extranjera en Italia alcanzó su punto álgido a finales de siglo, en particular con el éxito de La vedova allegra, estrenada en Milán en 1907. Los compositores italianos de opereta tendían a estirar la definición de "opereta" más que otras naciones para ajustarla a la belleza del estilo operístico romántico italiano. Un ejemplo sería Giacomo Puccini, que desarrolló su obra en el estilo realista verisimo, y componía "operetas en tres actos". Otros compositores notables de opereta italiana son Vincenzo Valente, Ruggero Leoncavallo, Pasquale Mario Costa, Pietro Mascagni, Carlo Lombardo, Enrico Toselli, Virgilio Ranzato y Giuseppe Pietri.

### Recepción y controversia
El público de la opereta durante las décadas de 1860 y 1870 es descrito como bullicioso y ruidoso. La opereta fue considerada una de las mayores controversias sobre la música y la cultura italianas entre las décadas de 1860 y 1920. Durante ese período, un fuerte trasfondo nacionalista en Italia luchaba por unificar su identidad nacional. Al reconocer la opereta como un género extranjero, se percibía como una forma de arte que contaminaría la ópera italiana o socavaría ilegítimamente su primacía en el escenario. No fue hasta principios del siglo XX cuando los compositores italianos se dedicaron sistemáticamente a escribir opereta.

## Influencia en la zarzuela
Entre la segunda mitad del siglo XIX y la primera mitad del siglo XX, el arte lírico propiamente español, la zarzuela, incurrió ocasionalmente en el estilo de la opereta, y se produjeron de este modo obras de estilo análogo, como La verbena de la Paloma, que, sin ser realmente una opereta, sí que comparte un cierto estilo ligero, propio de la época. Algunas zarzuelas menores, zarzuelas chicas o sainetes, llegaron incluso a subtitularse como operetas, como por ejemplo La corte de Faraón, «opereta bíblica», de 1910.[cita requerida]

## Influencia en el mundo anglosajón
La opereta también llegó al mundo anglosajón, principalmente a Londres y Nueva York, donde fue esencialmente un género de importación. Con el tiempo, en Francia, la opereta influyó en la aparición de la revue (la revista), que en Estados Unidos, junto a la opereta de imitación europea, llegó a generar el género del musical. Llevado al cine, el musical produjo espectáculos de gran fama y popularidad, como West Side Story (1957), adaptado a la gran pantalla en 1961, aunque los musicales estadounidenses se distinguen claramente de la opereta como un género aparte.[cita requerida]